# NGC 5545
 NGC 5545  هي مجرة حلزونية تقع شمال كوكبة العواء (كوكبة). وهي تتفاعل مع المجرة الحلزونية NGC 5545.

## وصلات خارجية
- NGC 5545 على موقع ويكي سكاي: DSS2, SDSS, GALEX, IRAS, Hydrogen α, X-Ray, Astrophoto, Sky Map, Articles and images